# Piermarco Cannarsa
Pour les articles homonymes, voir Cannarsa.
Piermarco Cannarsa (né à Rome le 21 février 1957) est un mathématicien italien.

## Travaux
Ses intérêts scientifiques incluent l'analyse fonctionnelle, les équations aux dérivées partielles et la théorie du contrôle. Avec Carlo Sinestrari, il a écrit le premier texte qui traite systématiquement et exhaustivement des fonctions semi-concaves.

## Formation et carrière
Il est diplômé en mathématiques en 1979 à l'université de Pise après avoir été élève de l'École normale supérieure de Pise.
Il commence sa carrière universitaire en 1985 en tant que chercheur à l'Université de Rome « Tor Vergata », puis devient professeur associé à l'Université de Pise en 1988.
En 1990, il retourne à Tor Vergata en tant que professeur titulaire d'analyse mathématique qu'il enseigne toujours avec Introduction à l'analyse fonctionnelle. Dans le passé, il a également été coordinateur du doctorat en mathématiques.
Il est membre du corps enseignant du doctorat en mathématiques des sciences naturelles, sociales et de la vie de l'Institut des sciences de Gran Sasso.

## Missions
De 1999 à 2007, il est vice-président de l'INdAM et membre du comité scientifique puis du conseil scientifique jusqu'en 2015. Il est élu membre de la commission scientifique de l'UMI pour la période triennale 2012-2015. Il est président de l'Union mathématique italienne (UMI) de 2018 à 2021, réélu pour un mandat triennal de 2021 à 2024.

## Prix et distinctions
Il reçoit en 2022 le prix Amerio.

## Publications
- Semiconcave functions, Hamilton-Jacobi equations, and optimal control, avec Carlo Sinestrari, Boston, Birkhäuser, 2004.  (ISBN 0-8176-4084-3)/hbk,  (ISBN 0-8176-4336-2)/pbk[1].
- Lecture notes on Dynamic Optimization, avec Elena Giorgieri et Maria Elisabetta Tessitore, Roma, TeXmat, 2004.  (ISBN 8888748067).
- Introduzione alla teoria della misura e all'analisi funzionale, avec Teresa D'Aprile, Milano, Springer, 2008.  (ISBN 978-88-470-0701-7).
- Geometric control and nonsmooth analysis, éd avec Fabio Ancona, Alberto Bressan, Francis Clarke et Peter R. Wolenski, Hackensack (New Jersey), World Scientific Publishing, 2008.  (ISBN 978-981-277-606-8).
- New trends in direct, inverse, and control problems for evolution equations Cannarsa, Piermarco (ed.); Cavaterra, Cecilia (ed.); Favini, Angelo (ed.); Lorenzi, Alfredo (ed.); Rocca, Elisabetta (ed.) Discrete Contin. Dyn. Syst. Ser. S, Vol. 4, No. 3, 2011. ISSN 1937-1179 (en ligne).